# 杨楼镇 (萧县)
杨楼镇，是中华人民共和国安徽省宿州市萧县下辖的一个乡镇级行政单位。

## 行政区划
杨楼镇下辖以下地区：
杨楼村、孟庄村、余洼村、张口村、新廷村、尹庄村、郝集村、刘庄村、郜洼村、黄庙村、孙庄村、裴庄村、冯场村、路套村和刘楼农场。